# アンドーヴァー神学校

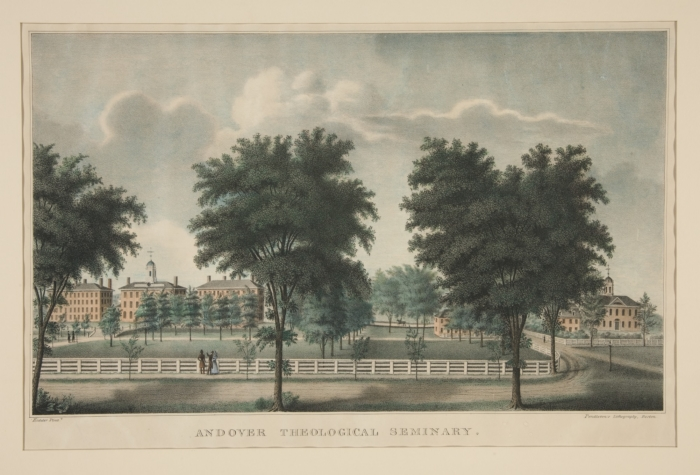
アンドーヴァー神学校

アンドーヴァー神学校(Andover Theological Seminary)は、アメリカ合衆国マサチューセッツ州にあった会衆派の神学校である。現在のアンドーヴァー・ニュートン神学校(en:Andover Newton Theological School)である。
1807年に創立された、ニューイングランド神学の砦と言われた神学校である。現在は、ボストン郊外のニュートンに移転し、バプテスト派のニュートン神学校と合同してアンドーヴァー・ニュートン神学校と改称された。
アンドーヴァー・ニュートン神学校は2年の試行期間を経て、2017年からイェール神学校の一部となった。

## 著名な卒業生
- アドニラム・ジャドソン
- ジョセフ・ウォード
- ダニエル・クロスビー・グリーン
- 新島襄
- 成瀬仁蔵
- 村井知至
- オティス・ケーリ